# Diphyus elbursicus
Diphyus elbursicus är en stekelart som först beskrevs av Heinrich 1929.  Diphyus elbursicus ingår i släktet Diphyus och familjen brokparasitsteklar. Inga underarter finns listade i Catalogue of Life.